# Стройно
Стройно е село в Югоизточна България. То се намира в община Елхово, област Ямбол.

## География
Село Стройно е едно от трите най-малки села в община Елхово. Намира се на разстояние 17 км от общинския център и на 37 км от Ямбол. Землището му се пресича с река Дереорман и обхваща на 12000 дка плодордна земя, от която 7210 дка земеделска. Населеното място е в размер 420 дка. Ето е сайт на селото където можете да разгледате и снимки www.facebook.com/pages/Село-Стройно/309023619137236

## Културни и природни забележителности
- В село Стройно има едно забележително манастирче наречено на старото име на селото – „Свети Илия“ Близо до боровата гора, обградено от вековни дървета и наличие на извор. На това място всяка година на 2 август, Илинден, се провежда голям събор. Близо до селото има язовир и малка река.
- Райкова могила край Стройно, където археологическият екип на Даниела Агре открива каменен саркофаг с уникални златни накити, керамични и стъклени съдове.

## Редовни събития
- Всяка година на 2 август има голям събор.

## Личности
- Тотка Петрова – носителка на Световни купи на 800 м и 1500 м. Спортист №1 на България и Балканите за 1977 г.
- Димитър Минчев – световен (3 пъти), европейски шампион (3 пъти) и Световни купи по акробатика